# 일라이자 쿠프
일라이자 쿠프(Eliza Coupe, 1981년 4월 6일 ~ )는 미국의 배우이다.

## 출연 작품

### 영화
- 난 아내를 사랑하는 것 같아 (2007, I Think I Love My Wife)
- 썸웨어 (2010)
- 당신은 몇번째인가요? (2011)
- 상하이 콜링 (2012)
- 앵커맨 2: 전설은 계속된다 (2013)
- The 4th (2016)
- 디재스터 아티스트 (2017)
- Making Babies (2018)

### 텔레비전
- 스크럽스 (2009-10)
- 해피 엔딩 (2011-13)
- Benched (2014)
- 콴티코 (2015-18)